# Sammy Harkham
Sammy Harkham (nascido em 21 de maio de 1980, em Los Angeles) é um quadrinista norte-americano. Mudou-se para a Austrália com sua família aos 14 anos , onde criou a revista alternativa Kramers Ergot, que se tornou uma das mais influentes antologias de quadrinhos da atualidade. Em 2002, foi indicado ao Ignatz Award como "novo talento" e ganhou o Los Angeles Times Book Prize por Everything Together: Collected Stories. A versão brasileira de seu livro Poor Sailor, publicado pela Balão Editorial, ganhou o 26º Troféu HQ Mix na categoria "Edição especial estrangeira"